# مارك فرنسيس شميت
مارك فرنسيس شميت (بالإنجليزية: Mark Francis Schmitt)‏ هو كاهن كاثوليكي أمريكي، ولد في 14 فبراير 1923 في ألغوما في الولايات المتحدة، وتوفي في 14 ديسمبر 2011.